# Kitazume Kengo
Kengo Kitazume (北爪 健吾, sinh ngày 30 tháng 4 năm 1992) là một cầu thủ bóng đá người Nhật Bản thi đấu ở vị trí hậu vệ cho Yokohama FC ở J2 League.

## Thống kê sự nghiệp

### Câu lạc bộ
Cập nhật đến ngày 10 tháng 12 năm 2017.
| Câu lạc bộ          | Mùa giải            | Giải vô địch | Giải vô địch | Cúp Hoàng đế Nhật Bản | Cúp Hoàng đế Nhật Bản | Tổng    | Tổng      |
| Câu lạc bộ          | Mùa giải            | Số trận      | Bàn thắng    | Số trận               | Bàn thắng             | Số trận | Bàn thắng |
| ------------------- | ------------------- | ------------ | ------------ | --------------------- | --------------------- | ------- | --------- |
| JEF United Chiba    | 2015                | 11           | 0            | 2                     | 0                     | 13      | 0         |
| JEF United Chiba    | 2016                | 24           | 0            | 3                     | 0                     | 27      | 0         |
| JEF United Chiba    | 2017                | 14           | 0            | 1                     | 0                     | 15      | 0         |
| Tổng cộng sự nghiệp | Tổng cộng sự nghiệp | 49           | 0            | 6                     | 0                     | 55      | 0         |